# Qalunya
Qalunya (قالونيا, également transcrit Qaluniya et en français Kalounia) était un village palestinien de Palestine mandataire situé à 6 km à l’ouest de Jérusalem.
Ce village fait partie des centaines de villages arabes dépeuplés durant l'exode palestinien de 1948.

## Géographie
Avant la destruction du village en 1948, 166 dounams de terre étaient publics ; 3594 dounams appartenaient à des Arabes, et 1084 dounams à des Juifs,. Qalunya était installé sur le versant d’une montagne, face au sud-ouest ; le Wadi Qalunya passe sur son côté est. La route principale Jaffa-Jérusalem est proche du village ; un mauvais chemin reliait en outre Qalunya aux villages voisins. Le village avait une forme circulaire, les maisons étant construites en pierre. Plusieurs sources se trouvent autour du village. La croissance du village se faisait vers le nord-ouest et le sud, où des maisons étaient le long de la route Jaffa-Jérusalem. La mosquée était consacré à Cheikh Ahmad. Quelques boutiques et une école primaire se trouvaient au village.
La superficie totale était de 4844 dounams, dont 1224 dounams de terres irriguées ou plantées de vergers (200 dounams d’oliviers, le reste en arbres fruitiers et vignes), 955 de terres à céréales et 227 dounams construits.

### Toponymie
Qalunya ou Kalounia, aussi transcrit par Qaluniya, Colonia, Kolonia, Kulόnieh vient du latin Colonia

## Histoire

### Antiquité
Les Israéliens croient que la ville canaanéenne de Motza était située à l’emplacement du village.
Deux ruines se trouvent sur le territoire du village, ainsi que des fondations de bâtiments et des grottes artificielles creusées dans la roche. Les plus anciennes découvertes archéologiques remontent à l’âge du bronze ; d’autres découvertes de l’âge du fer et des périodes hellénistique et romaine, byzantine, du début de la période islamique et des Croisades ont été faites. Les restes d’une église byzantine ont été retrouvés.
En 2012, le temple de Tel Motza (en), d’époque israélite (première moitié du premier millénaire av. J.-C., a été retrouvé par des archéologues.

### Empires romain et byzantin
Qalunya perpétue le nom de la Colonia Amosa ou Colonia Emmaus, une colonie romaine établie sur le site du village juif de Motza, détruit durant la première guerre judéo-romaine,. Après 71, l’empereur Vespasien installe 800 légionnaires dans la colonie, mesure post-guerre de confiscation de terres et d’installation de vétérans, afin de récompenser ses soldats et d’établir une population loyale dans la province. Les colons étaient originaires de tout l’Empire romain et devaient, au moins partiellement, ne pas avoir d’origines sémitiques.
Il a aussi été suggéré que Qalunya correspond à l’Emmaüs du Nouveau Testament. Le village est situé plus ou moins à une distance de Jérusalem correspondant au récit présent dans l’Évangile selon Luc. Le village où Vespasien avait installé 800 colons était connu sous le nom d’Emmaüs à cette époque. La colonie militaire fait disparaître le nom hébreu et il n’est pas en usage sous l’Empire byzantin. La recherche historique situe également Emmaüs à Emmaüs Nicopolis. Des fouilles menées en 2001-2003 par Carsten Peter Thiede l’ont conduit à conclure que Khirbet Mizza/Tel Moza était le seul candidat valable pour situer l’Emmaüs biblique.
Le mot colonia évolue sous l’Empire byzantin vers Koloneia. Après la conquête arabe, le statut du site n’est pas établi, mais le nom a été préservé jusqu’aux croisades sous la forme de Qalonie ou Qalunia, en arabe Qalunya. Mujir al-Din (en) signale ce village en 1192.

### Empire ottoman

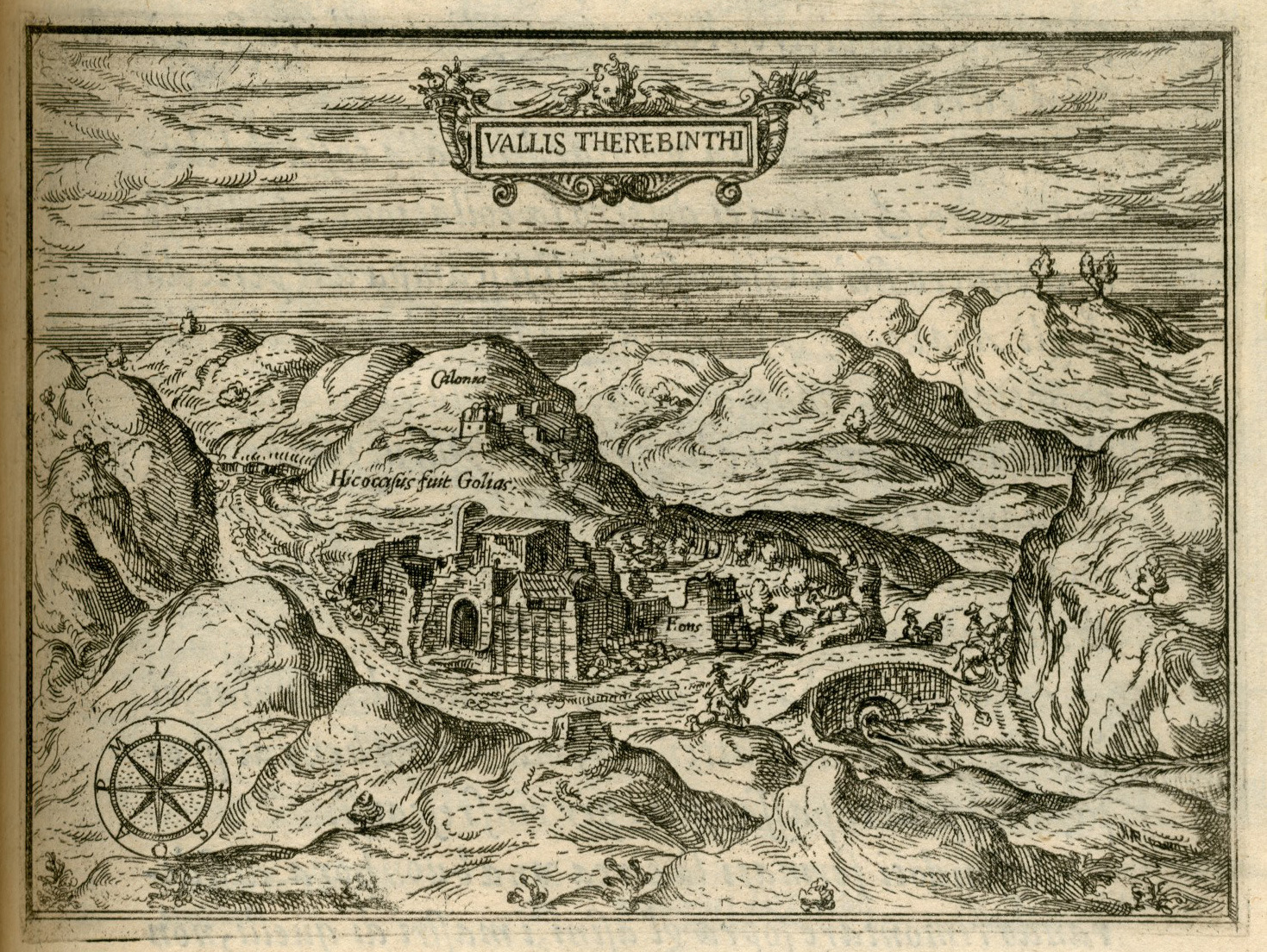
Qalunya signalé en 1587 par Jean Zuallart.

Dans le cadastre ottoman de 1596, Qalunya était un village de la nahié (sous-district) de Jérusalem et de la liwa (district) de Jérusalem ; il avait 19 foyers musulmans, soit environ 110 habitants, qui payaient des taxes de 33,3% sur le blé, l’orge, les olives, les chèvres, les rûches et la mélasse pour un total de 6450 akçe. Tous les revenus étaient attribués à un waqf.
En 1838, Kulonieh est signalé comme village musulman dans le district de Beni Malik,.
En 1859, des Juifs achètent des terres à Qalunya et créent le village de Motza, la première colonie juive à l’extérieur de Jérusalem.
En 1863 Victor Guérin estime la population à 500 habitants ; une liste de villages ottomans de 1870 recense 120 hommes à Kalonije,. En 1871, une synagogue est construite (aujourd’hui en ruines).
En 1883, dans l’enquête du PEF, Qalunya est décrite comme un village de taille moyenne perché sur une colline, dominant la vallée de 300 m ; un restaurant moderne y est signalé. Des orangers et des citronniers y étaient cultivés autour d’une source. Des ruines possiblement byzantines se trouvaient près du restaurant.
En 1896, Kalonije avait une population estimée à 312 habitants.

### Période mandataire
|                      | Arabes Musulmans | Juifs       | Arabes chrétiens | Total |
| recensement de 1922, | 456              | 88          | 5 (orthodoxes)   | 549   |
| recensement de 1931  | 622              | 0           | 10               | 632   |
| 1944-1945            | 900              | 350 (Motza) | 10               | 1260  |

Pendant les émeutes de 1929, plusieurs habitants de Qalunya ont attaqué la maison Maklef à Motza, tuant le père, la mère, le fils et deux filles, deux de leurs hôtes. Trois enfants ont survécu en s’enfuyant par une fenêtre du deuxième étage ; l’un, Mordekhaï Maklef, alors âgée de 11 ans, est devenu chef d'état-major des forces de défense d'Israël (FDI). Parmi les attaquants se trouvaient le seul policier de la zone, armé, et un berger des Maklef. Motza est alors abandonné par les Juifs pendant un an et reconstruite sous le nom de Motza Tachtit en 1930. En 1933, Motza 'Illit est construite à proximité.

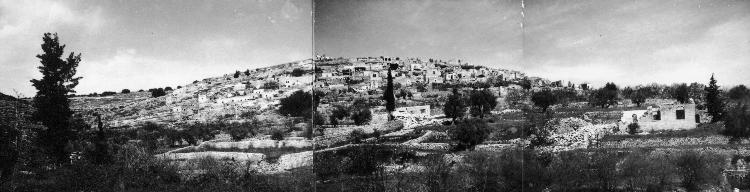
Panorama de Qalunya le 10 avril 1948.

### Guerre de 1948 et période israélienne

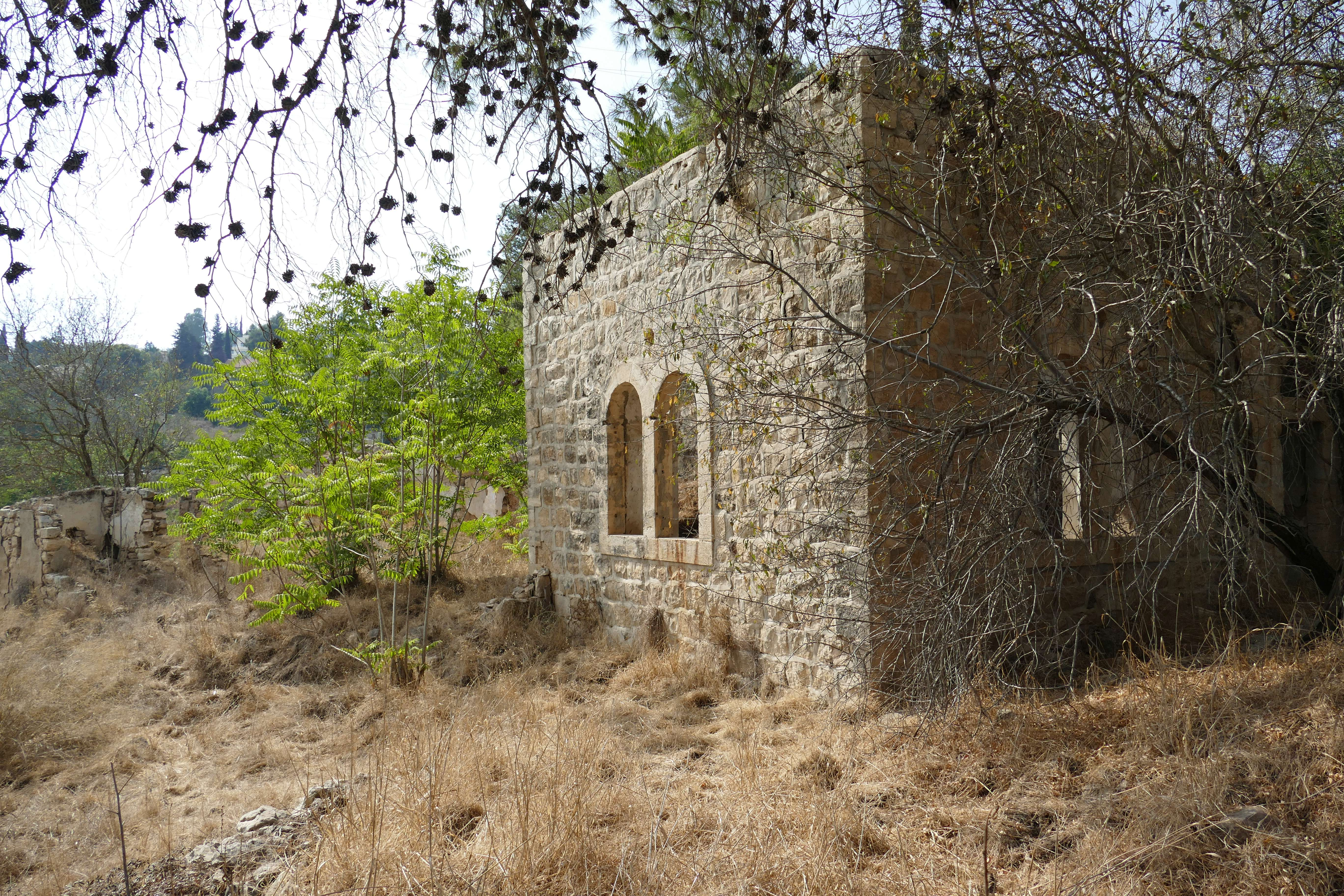
Vestiges d’une maison arabe (2018).

Qalunya était proche du champ de la bataille de Qastel lors de la bataille de Jérusalem (en). Le village étit un des principaux objectifs de l’opération Nachshon. Selon Benny Morris, les habitants fuient le 2 ou le 3 avril ; selon l’Encyclopédie de la question palestinienne, la fuite de la majorité des habitants se produit après le massacre de Deir Yassin (9 avril), la plupart étant évacués et les derniers étant expulsés avant sa destruction. Un témoin britannique assiste à sa destruction le 11 avril par le Palmach (ou la Haganah) à coups de mortiers et d’explosifs. Selon Ilan Pappé, Qalunya est l’un des quatre villages systématiquement détruits après le massacre de Deir Yassin, avec Beit Surik, Biddou et Saris. Uri Ben-Ari commandait l’unité de sapeurs qui a procédé à la destruction.
Les deux colonies de Motza sont abandonnées pendant la guerre de 1948, puis repeuplées.
La colonie de Mevasseret Yerushalayirn est installée sur les terres du village en 1956 et forme l’actuelle colonie de Mevasseret Tsion.
Il ne reste que quelques maisons du village de Qaluniya, avec des portes et des fenêtres voûtées, dont une occupée par une famille juive, ainsi que quelques ruines et débris, des terrasses de culture où poussent des amandiers, des figuiers et des oliviers, ainsi que sur le bas de la colline. En 1998, le nombre de réfugiés descendant des habitants de Qalunya est estimé à 6483.